# 豪勇イリヤ 巨竜と魔王征服
『豪勇イリヤ 巨竜と魔王征服』（ごうゆうイリヤ きょりゅうとまおうせいふく、原題ロシア語：Илья Муромецイリヤ・ムウロメツ；英語:Ilya Muromets）は、アレクサンドル・プトゥシコの監督による、1956年の旧ソ連の映画である。ロシアの口承叙事詩ブィリーナに登場するイリヤー・ムーロメツを主人公とした英雄譚の映画化。ソ連では1956年に公開。日本では、新東宝が配給し1959年に「日本語解説版」として公開。米国ではロジャー・コーマンが編集しThe Sword and the Dragonというタイトルで公開。

## ストーリー
ムウロメツ村のイリヤは手足が不自由で、30年間も座ったまま過ごしており、目の前で恋人ワシリーサをタタールの侵略者たちに誘拐されても何も出来なかった。ある日三人の巡礼者が村を訪れイリヤに薬草を飲ませると、イリヤは再び体の自由を取り戻した。巡礼者のくれた聖剣を持ち旅に出たイリヤは、道中で疾風魔神を倒すと、キエフ大公ウラジミールに迎えられ、キエフの剣士達と契りを結ぶ。しかし、タタールのカリン王の魔の手はキエフに迫りつつあった。ロシアを守るため、また愛するワシリーサを助けるために、イリヤは奮起する。しかし、カリン王は、ワリシーサとイリアの間に生まれた子を自分の息子ソコーリニチェクとしてイリヤに差し向け、さらに巨大な三つ首竜を呼び出してイリヤに襲いかかるのだった。

## キャスト
- イリヤ：ボリス・アンドレエフ
- ウラジミール大公：アンドレイ・アプリリコソフ
- アリョーシャ姫：ナタリー・メドウェージェフ
- ワシリーサ：ニネリ・ムイシコフ
- ソコーリニチェク：アレクサンドル・シュウォーリン
- カリン王：シュクール・ブルハーノフ

## 製作
ソ連初のシネマスコープ長編映画である。また、同じくソ連初の4チャンネルマルチトラックステレオ映画である。製作、監督のアレクサンドル・プトゥシコは、1946年にソ連初のカラー映画『石の花』を監督していたが、モスフィルムのファンタジー映画の重鎮として再びメガホンを撮った。

### 映画の規模
ソ連映画界の総力を結集し空前の巨費と4年の歳月を費やして映像化したスペクタクルファンタジーである。のべ10万6000人のキャスト、1万1000頭の馬を使い、シネスコ画面を埋め尽くす大軍団の戦闘が再現された。また、キエフの城壁や宮廷の巨大なセットも実物大の迫力がある。敵役のカリン王は、常に数十人の男に担がれた神輿に座り、山を作れと命じた際は数百人の奴隷が重なり合ってそれに馬で駆け上がるなどのシーンを、特撮を用いず人海戦術のみで撮り切っている。

### 疾風魔神
疾風魔神（劇中では「ウグイスの盗賊」en:Nightingale the Robber）では、特殊メイクの技術が効果を上げている。フォームラテックスの皮膚を圧搾空気で膨らませ、顔の表情を変化させるという表現手法は、後にロブ・ボッティンがハウリング で確立した手法であり、20年以上先駆けている。

### 巨竜
クライマックスに登場する三つ首の巨竜（ズメイ。劇中では「ゴルイニチの大蛇」、また米国では「ズーマの火吹きドラゴン」、日本のDVDでは「キング・ドラゴン」とも）は、合成用のミニチュアと実物大のものが作られた。特に後者は、巨大な城壁のオープンセットの前で実際の火炎放射器の火を吹きながら群衆と戦う迫力のシーンが展開された。この巨竜は、後に日本の怪獣映画にしばしば登場する怪獣キングギドラに強く影響を与えた。

## その他
- 印象的な邦題は、日本公開当時新東宝の社長だった大蔵貢の命名[7]。大蔵は『明治天皇と日露大戦争』や『原子怪獣と裸女』のように「と」で言葉を繋ぐタイトルを好み、本作もこの例に倣っている。
- この映画のファンに手塚治虫、筒井康隆がおり、二人の共著『イリヤ・ムウロメツ』がある[6]。